# Strichtarn (камуфляж)
Штріхтарн (нім. Strichtarn, дослівно — «штриховий камуфляж»), відомий в Східній Німеччині під назвою «Kampfanzug 64» — військовий камуфляж збройних сил НДР, що використовувався з 1965 по 1990 рік. Цей візерунок також використовувався збройними силами та недержавними формуваннями кількох інших країн, зокрема в Африці.

## Історія

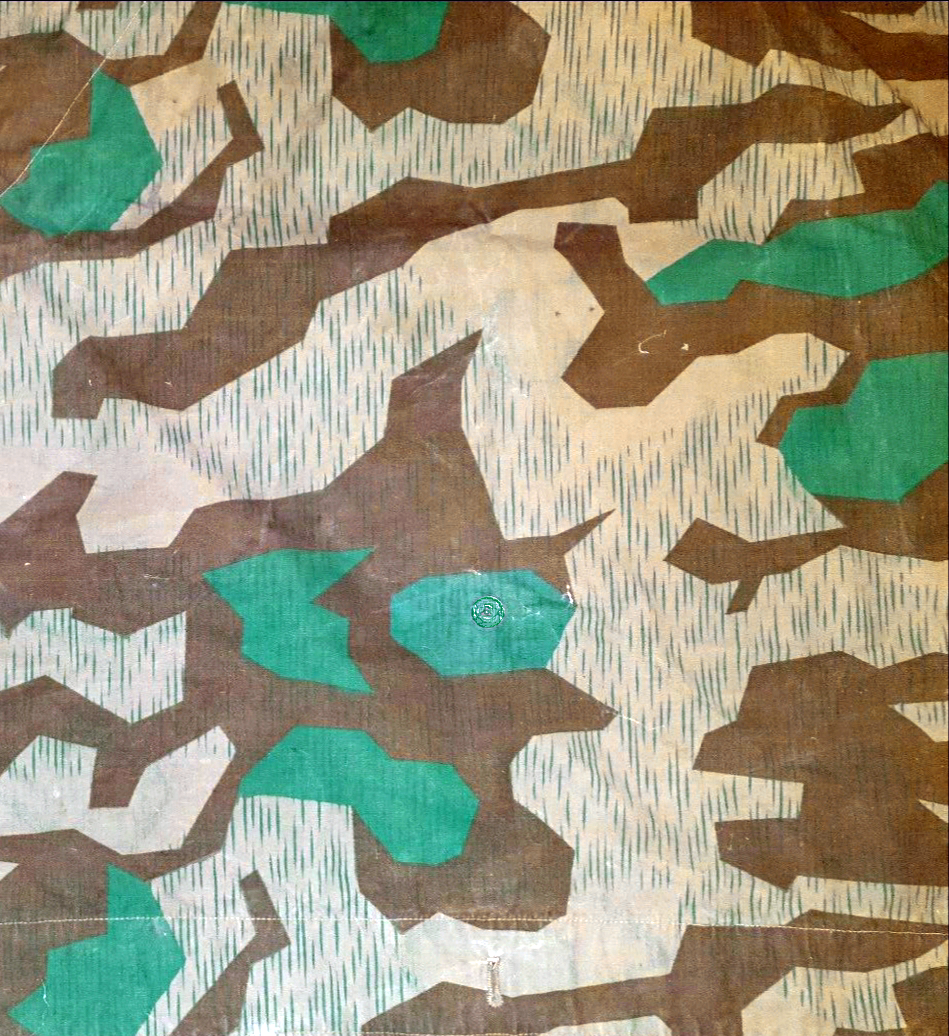
Німецький камуфляж Splittertarn-31 (Buntfarbenmuster) 1930-х років

Характерні «штрихи дощу» камуфляжу Strichtarn вперше з'явились в 1930-х роках на міжвоєнному німецькому камуфляжі Splittertarn-31, проте там вони грали другорядну роль на фоні різнокольорових «ламаних» плям.

Камуфляж Strichtarn, що складався лише з одних коричневих «дощових» штрихів на сіро-оливковому фоні був прийнятий на озброєння Національною народною армією Східної Німеччини в 1965 році. Він замінив попередній «плямистий» камуфляж Blumentarn, що використовувався з 1956 року. Візерунок дуже нагадує чехословацький «дощовий камуфляж», який сам був запозичений зі зразків камуфляжу Вермахту.

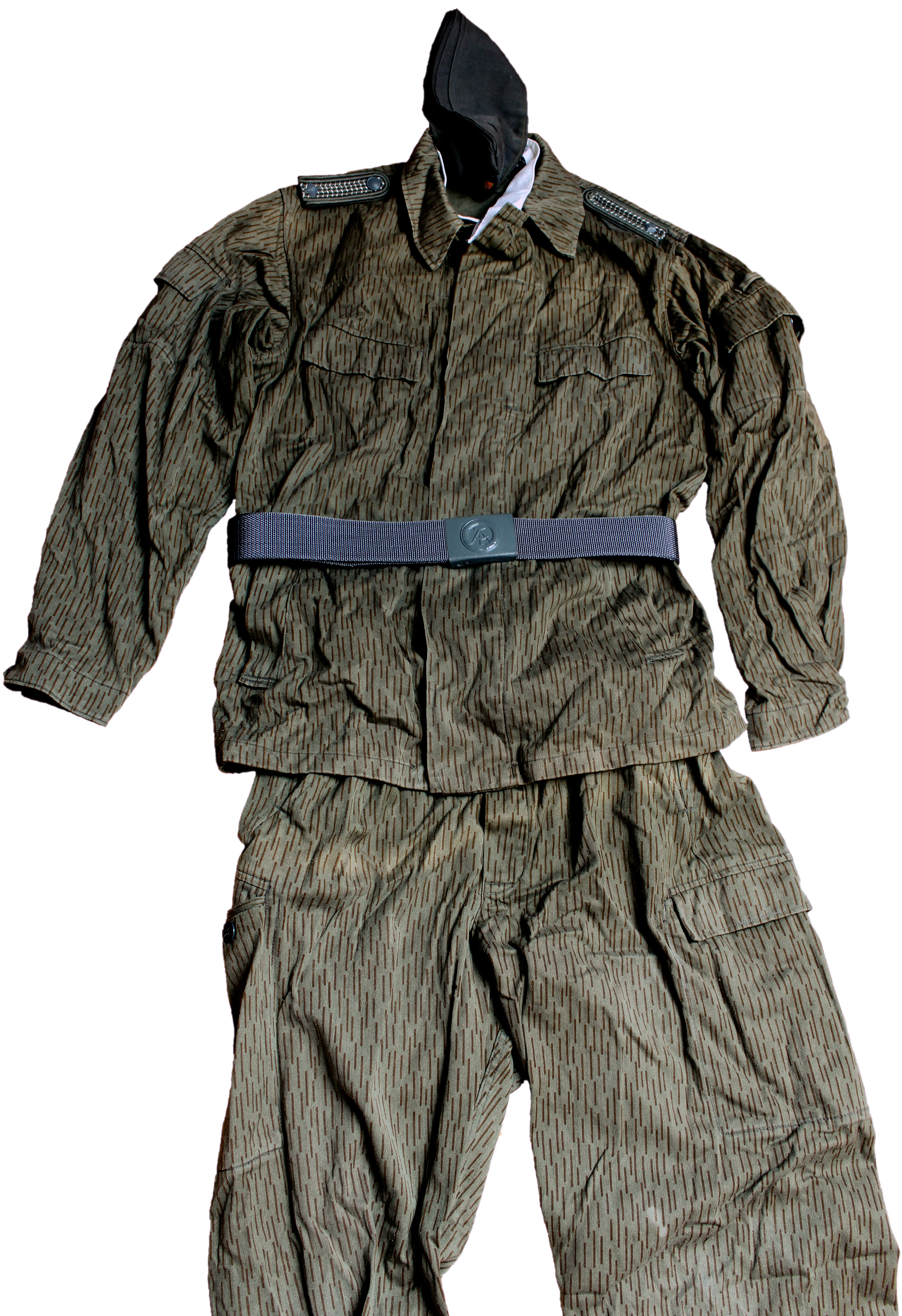
Однострій армії НДР з камуфляжем Strichtarn

Практична ефективність камуфляжу Strichtarn у кращому випадку знаходиться під питанням, якщо порівнювати її в аналогічних умовах з іншими камуфляжами 60-х років, такими як британський камуфляж DPM або американський ERDL. Нові зразки уніформи були видані усім східнонімецьким військовим протягом другої половини 1960-х років.
Східна Німеччина постачала великі кількості одностроїв з камуфляжем Strichtarn для комуністичних партизанських рухів по всій Африці, де він був відомий як камуфляж «рисова цятка».

## Дизайн
Камуфляж Strichtarn був розроблений з переривчастими вертикальними червоно-коричневими штрихами на сіро-зеленому фоні, через що камуфляж отримав неофіційну назву «дощові краплі». Шаблони, створені на сонові камуфляжу Strichtarn, складалися з Типу-1, який виготовлявся з 1965 по 1967 рік, і Типу-2, який виготовлявся з 1967 по 1990 рік.
Візерунок також використовувався для чохлів на шоломи M56.

## Користувачі

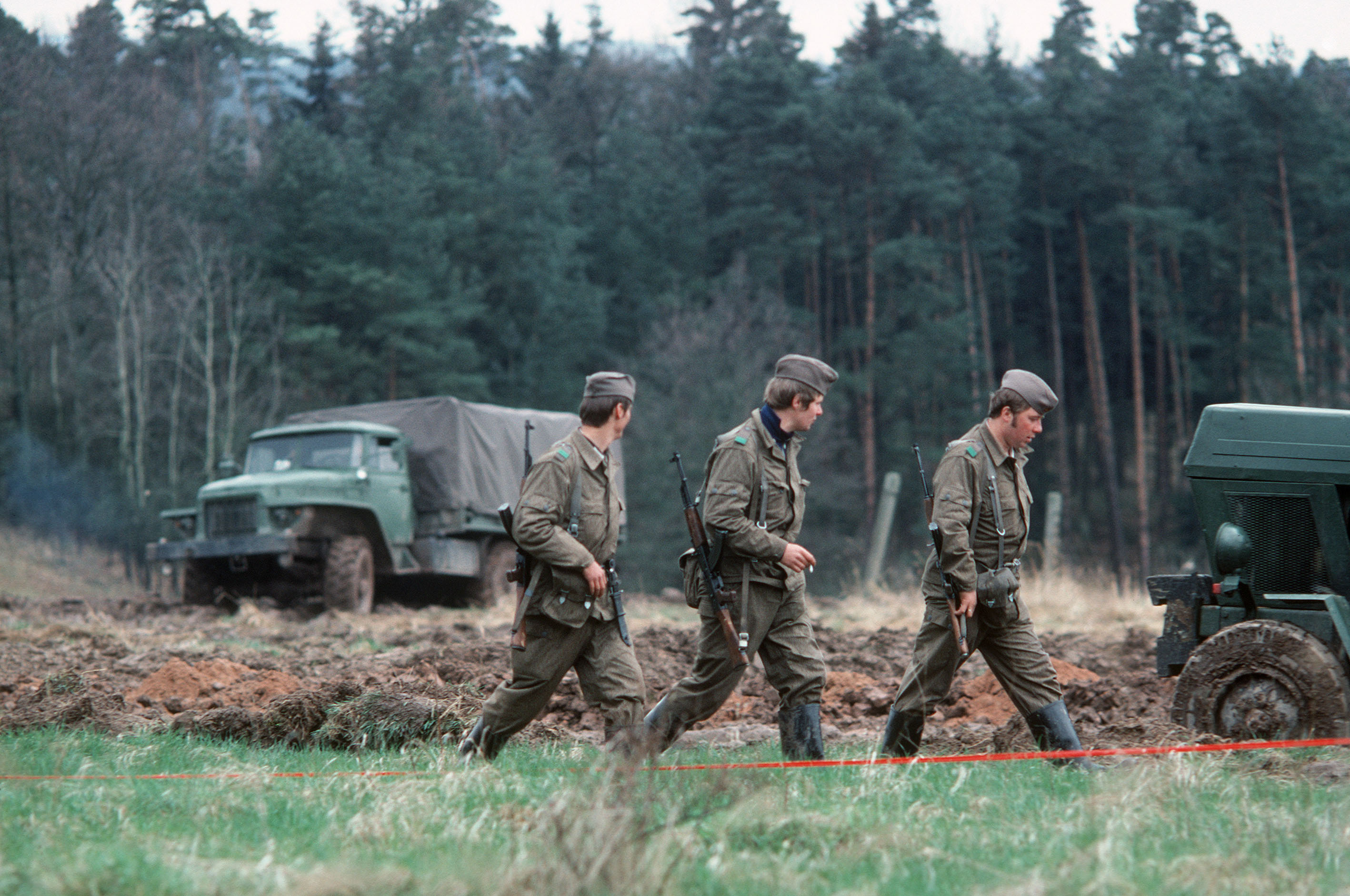
Содати НДР в камуфляжі Strichtarn (1979)

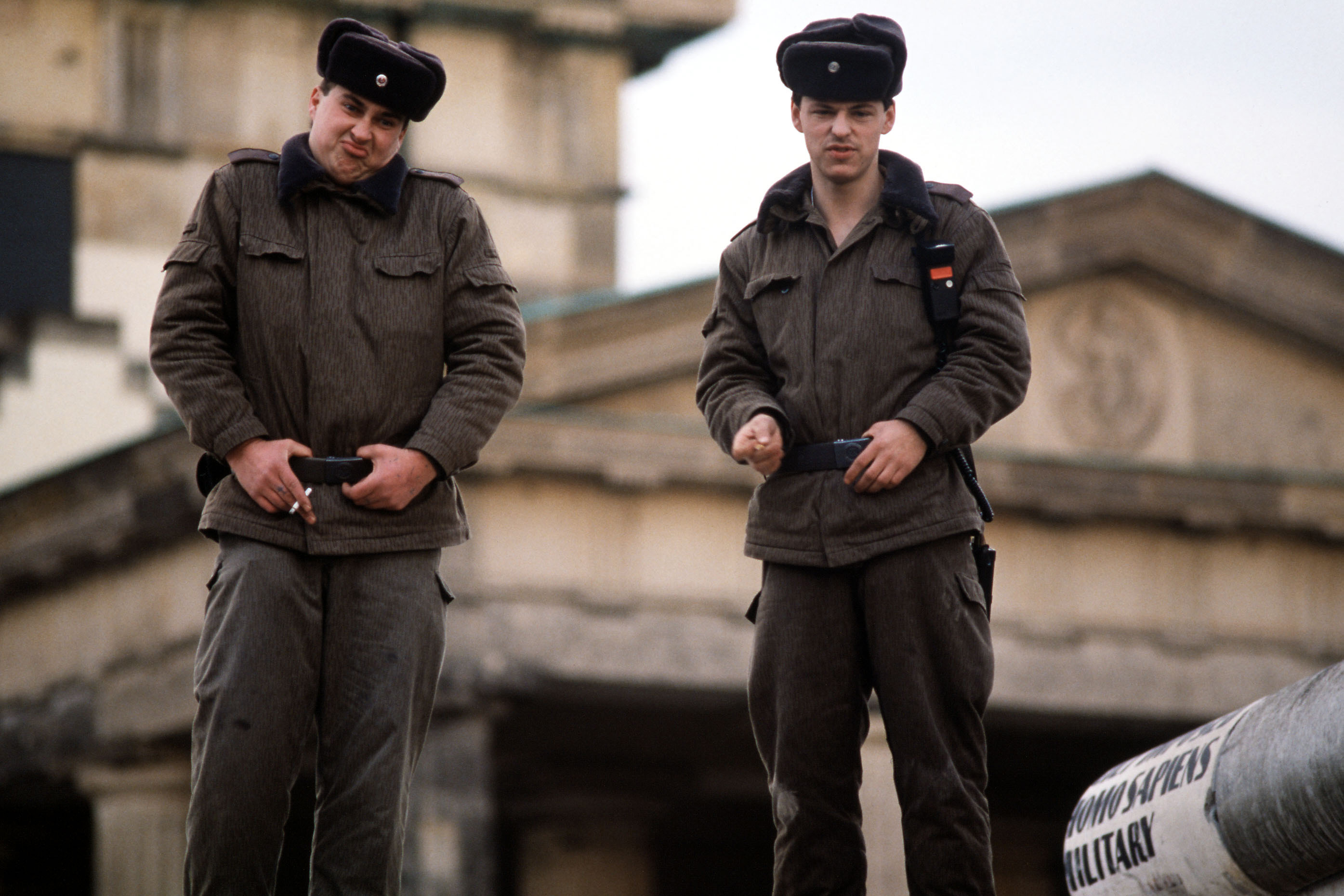
Солдати прикордонної служби Східної Німеччини в камуфляжі Strichtarn біля Берлінської стіни (1989)

- Естонія: використовувався після отримання країною незалежності підрозділами Estonian Defense League в 1990-х роках[3].
- Казахстан
- Киргизстан: надлишки одностроїв з камуфляжем Strichtarns були придбані для киргизьких військових протягом 1990-х років[3].
- НДР: Національна народна армія використовувала камуфляж Strichtarn з 1965 року[4][5].
- Польща: польська армія використовувала схожий на шаблон Strichtarn камуфляж під назвою wz.58 «Deszczyk» (дощ) в 1958 році, який спочатку випускався для повітряно-десантних підрозділів[6]. Згодом цей камуфляж став видаватись іншим підрозділам збройних сил Польщі й залишався у використанні до 1970-х років, коли його було замінено на камуфляж wz 68 «Mora».
- Південна Африка: камуфляж використовували збройні сили ПАР[2]. Клони камуфляжу виготовлялись для спецпризначенців ПАР під час Війни за незалежність Намібії[7].
- Узбекистан: камуфляж Strichtarn використовувався узбецькими десантниками та спецпризначенцями у 2002—2006 роках[3].
- Хорватія: різноманітні версії камуфляжу Strichtarn використовувались армією Хорватії під час Югославських війн[1]. Більшість було придбано як надлишок спорядження разом із шоломами M56/76[8] і використовувалося до 1992 року, коли запаси одягу з камуфляжем Strichtarns закінчилися[3].
- Чехословаччина: камуфляж Strichtarn був прийнятий армією Чехословаччини під назвою vz. 60 Jehličí. Чехословацька версія відрізнялась наявністю двоколірного фона.

### Недержавні актори
- FAPLA [9]
- ФРЕЛІМО [10]
- Патріотичний фронт Руанди [11]
- СВАПО[4]
- УНІТА[4][12]